# 川本成
川本 成（かわもと なる、1974年（昭和49年）7月13日 - ）は、日本のお笑い芸人、声優、俳優、歌手。鳥取県鳥取市生まれ。血液型はO型。千葉県立八千代東高等学校卒業。萩本企画所属。お笑いコンビあさりどメンバー。

## 経歴
1991年（平成3年）4月に萩本欽一主宰の欽ちゃん劇団1期生として入団。1994年（平成6年）1月に堀口文宏と「あさりど」としてコンビを組む。同年10月からは『笑っていいとも!』に9代目いいとも青年隊として出演。その後も王様のブランチにレギュラー出演。バラエティー以外では、ミュージカルなどでソロとしても積極的に活動中。
2001年（平成13年）にテレビアニメ『テニスの王子様』（河村隆役）に出演して以降声優としても活躍。
平田裕一郎に慕われており、食事に誘いたかった平田が何回も電話したことで、川本の着信履歴が埋め尽くされたことがある。
ヴォルコフノーマン（ロックパフォーマンスグループ）のヴォーカルとして2001年（平成13年）から活動中。不定期でライブを行い、CD・アルバムも出している。このほか2006年よりUZAとのユニット「NAruZA」として、2008年からは楠田敏之を加えた3名で「ナルウザクスダ」としても活動。
2007年（平成19年）から「時速246」を主宰し、定期的かつ精力的に舞台をプロデュースしている。2010年（平成22年）7月に行われた時速246「記憶メモリン」トークライブの際、
時速246から時速246億に改名することが発表された。
2004年（平成16年）から不定期で「なかよしグループのおしゃべり会」というトークライブを小野坂昌也、喜安浩平、高橋広樹、津田健次郎らと不定期で行っており、2010年（平成22年）12月には「なかよしグループおしゃべり会レディオ」が超!A&G+で放送された。
『64マリオスタジアム』で子どもたちと『大乱闘スマッシュブラザーズ』のゲーム対決をしていたこともあり、ゲームが得意。
2011年（平成23年）1月22日・23日に日本武道館にて行われ、約24,000人を動員したイベント「テニプリフェスタ2011 in 武道館-心・技・体-」にも出演し、エンディングで河村隆＋青学（せいがく）で歌った「あの場所まで〜10years〜」で披露されたギターソロは会場の感動を呼んだ。
2013年（平成25年）8月8日、女優でパフォーマーの羽賀佳代との結婚を発表。
2014年（平成26年）7月、水野美紀主宰のプロペラ犬とのコラボ公演「プロペラ犬×時速246億SPECIALコラボ公演『ハッピーセット』」を上演し話題を呼んだ。
2015年（平成27年）11月、自身初のひとり舞台「時速246億 川本成ソロ公演『独立』」を上演する。
2016年（平成28年）4月24日、第1子の女児が誕生。
11月に「男子はだまってなさいよ！」主宰の細川徹を作・演出に招いて上演した時速246億『バック・トゥ・ザ・ホーム』では全公演前売完売、連日当日券に長蛇の列ができるほどの大盛況となった。
2016年（平成28年）より引き続き日本テレビPR番組のナレーションを担当し「マリー・アントワネット展」も放送されている。近年ではMCにも力を入れており、「ジャンプフェスタ」では2015年（平成27年）、2016年（平成28年）と2年連続でSQ.ブースのステージMC、2016年の「テニプリフェスタ」では小野坂昌也とコーナーMCを担当し、全3公演を盛り上げた。
2017年（平成29年）1月には自身がレギュラー出演している「スタイルプラス」（東海テレビ）で初の試みとなる「生放送直前LIVE！」と題して配信されたLINE LIVEでMCを務め好評を得た。同じく1月に、2015年（平成27年）からMCを務めている「フラワーナイトガール公式騎士団協議会」（ニコニコ生放送）で初の公開生配信が行われ、倍率10倍のなか観覧に当選した観客と番組を盛り上げた。同年2月からスタートするドラマ『真昼の悪魔』（東海テレビ・フジテレビ系全国ネット）の放送前、放送後にドラマと連動して配信されるLINE LIVEでも毎週MCとして出演する。このドラマには自身も心療内科医役として出演している。
2021年4月、武蔵野大学通信教育部人間科学部人間科学科心理学専攻に入学。
YouTubeにて、自身のソロ公演での人気コーナー「ひとり・バック・トゥ・ザフューチャー」が2023年11月の時点において視聴回数12万回を超えている。

## 出演
※ 太字はメインキャラクター。

### テレビ
- 笑っていいとも!9代目いいとも青年隊（1994年10月 - 1997年3月、フジテレビ系）
- 王様のブランチレギュラー（2000年10月 - 2004年3月、TBS系）
- 親と子のTVスクール（2004年4月 - 2008年3月、NHK教育）
- ものまねバトル☆CLUB（2002年7月 - 2008年7月、日本テレビ系）
- どうする?東京（2007年4月 - 2010年9月、TOKYO MX）
- スタイルプラス スタイルコンシェルジュ（2007年9月- 、2017年3月東海テレビ）
- 3か月トピック英会話・ハートで話そう!マジカル英語塾（2009年9月 - 12月、NHK教育）
- 戦国鍋TV 〜なんとなく歴史が学べる映像〜「ミュージックトゥナイト内ユニット」徳川十五代将軍・徳川吉宗役（2011年4月 - 5月、テレビ神奈川 他）
- サキよみジャンBANG！（2011年7月・9月、テレビ東京）
- おしゃべりラ・セレクト（2011年11月、LaLaTV）
- 演劇人は、夜な夜な、下北の街で語り合う…（2016年2月21、BSスカパー!、日）[9]
- 演劇人は、夜な夜な、下北の街で呑み明かす…（BSスカパー!）
  - 第一夜（2016年4月28日・2016年8月前後編）[10]
- 第十八夜 「川本成会」 前編・後編（2018年5月22日・29日）[11]
- アナログBANBAN
  - シーズン1（2017年2月 - 9月、AT-X）
  - シーズン2（2017年11月 - 2018年5月、AT-X）
  - シーズン3（2018年10月 - 2019年4月、AT-X）
  - ビッグバン（2021年3月 - 、AT-X）
- 1Hセンス（2022年9月、フジテレビ）

### 映画
- Summer Nude（2003年7月公開）
- 金髪スリーデイズ35℃/brother/umi-game（2003年10月公開）
- ドラゴン・シティ（2004年4月公開）
- 電柱の上に咲いた花（2005年3月公開）
- 紅葉橋（2018年8月公開）
- ONLY SILVER FISH-WATER TANK OF MARY'S ROOM-（2018年11月公開）[12]
- 君たちはまだ長いトンネルの中（2022年6月公開）[13]

### テレビドラマ
- 平成15年度前期 連続テレビ小説『こころ』（2003年4月 - 9月、NHK） - ケン 役
- 土曜ワイド劇場『タクシードライバーの推理日誌30』（2012年1月、ANB） - 田中一郎 役
- テレビ60年記念ドラマ『メイドインジャパン』（2013年1月、NHK） - 記者 役
- 土曜プレミアム『星新一ミステリーSP』華やかな三つの願い（2014年2月、CX） - 社員1 役
- 世にも奇妙な物語 2014年 秋の特別編『未来ドロボウ』（2014年10月、CX） - 面接官 役
- 警視庁・捜査一課長 第8話（2016年6月、EX） - 光野隆行 役
- オトナの土ドラ『真昼の悪魔』（2017年2月 - 3月、THK・CX系）-　相沢 役
- 日曜ワイド『越後純情刑事・早乙女真子』（2018年1月、ANB）-　ダーツバーマスター 役
- 連続ドラマJ『噂の女』第4話（2018年5月、BS JAPAN）-　医者 役
- ドラマL『Re:フォロワー』第1話（2019年10月、ABC・ANB他） - 町田慎吾 役
- オトナの土ドラ『13（サーティーン）』（2020年8月、THK・CX系）- 森正隆役
- 大河ドラマ 青天を衝け（2021年6月、NHK）-奉行所員役
- JAM-the・drama-（2021年8月 - 10月、ABEMA）-坂巻役

### ナレーション
- 映画『アリス・イン・ワンダーランド』公開記念特番！ジョニー・デップ来日の舞台裏（2010年4月、ANB 他）
- スパルタンMX（2013年7月 - 2014年6月、TOKYO MX）
- ミュージカル『アニー』レンタルDVD用トレーラー（2015年）
- モネ展 記者会見用VTR（2015年）
- リサとガスパール展（2015年）
- プラド美術館展（2015年）
- ゴーギャンとポン＝タヴァンの画家たち展（2015年）
- ワイン展（2015年）
- 『マリーアントワネット展』記者会見・PR用VTR（2016年・2017年）
- 『メアリと魔女の花』TSUTAYA・GEO用スペシャルナビゲートDVD（2017年）
- 映画『亜人』公開記念特番『AJIN CAFE』でエンドレス・リピート・トークSP（2017年9月、YTV 他）

### 吹き替え
- 最悪の選択（Netflix）- マーカス役
- セントラル・パーク（Apple TV+）
- ストレンジプラネット（英語版）（Apple TV+）

### テレビアニメ
2001年
- テニスの王子様（2001年 - 2024年、河村隆、寿司屋のタカさん、アラン・ホプキンス） - 4シリーズ

2004年
- ジパング（片桐 他）

2005年
- おねがいマイメロディ（バク父）
- 銀牙伝説WEED（GB）

2006年
- おねがいマイメロディ 〜くるくるシャッフル!〜（バク父）
- 遊☆戯☆王デュエルモンスターズGX（オースチン・オブライエン）

2007年
- おねがいマイメロディ すっきり♪（バク父）
- 怪物王女（小淵沢）
- Saint October（黒木功士朗）
- ドラゴノーツ -ザ・レゾナンス-（記者A、ヨハン）

2008年
- おねがい♪マイメロディ きららっ★（バク父）
- 家庭教師ヒットマンREBORN!（ニゲラ）
- GUNSLINGER GIRL -IL TEATRINO-（ジェレミア）

2009年
- 獣の奏者 エリン（ヌガン）

2010年
- 遊☆戯☆王5D's（山下太郎）

2012年
- GON -ゴン-（イッチー）

2013年
- 義風堂々!! 兼続と慶次（茂助）

### 劇場アニメ
- テニスの王子様シリーズ（河村隆）
  - 劇場版 テニスの王子様 二人のサムライ The First Game
  - 劇場版 テニスの王子様 跡部からの贈り物 君に捧げるテニプリ祭り
  - 劇場版 テニスの王子様 英国式庭球城決戦!

### ゲーム
- テニスの王子様シリーズ（河村隆）
- 遙かなる時空の中で5（福沢諭吉）
- 遊☆戯☆王デュエルモンスターズGX タッグフォース2（オースチン・オブライエン）
- 遊☆戯☆王デュエルモンスターズGX タッグフォース3（オースチン・オブライエン）
- 遊☆戯☆王ファイブディーズ タッグフォース6（山下太郎）

### 実写
- テニスの王子様 100曲マラソン
- テニプリフェスタ2009（夜公演のみ出演）
- テニプリフェスタ2011 in 武道館
- テニプリフェスタ2013

### ラジオ
- 川本成・井ノ上奈々の2人はいきなり（文化放送『A&G 超RADIO SHOW〜アニスパ!〜』内 / 2005年4月9日 - 2006年4月1日）
- テニスの王子様 オン・ザ・レイディオ（マンスリーパーソナリティーのため、いつ出演するかは不定期）
- TBSラジオコサキンDEワァオ!
- 福井裕佳梨・川本成のカニフラワー（文化放送:2007年4月 - 2008年3月30日）
- 禁断のジューンブライド〜ぼくたち6月30日に結婚します〜（文化放送:2007年4月 - 2007年6月30日）
- ナルウザクスダ（仮）（インターネットコミュニティ「ぽけら」：2008年9月15日 - 2009年12月28日）
- らぶたま〜I love egg（超!A&G+、2008年10月10日 - 2009年4月3日）
- ナルウザクスダの！（インターネットラジオステーション〈音泉〉、2010年1月11日 - 2018年9月）
- 絶滅寸前男子（ラジオ関西、2012年1月6日 - 2013年3月29日）
- おしゃべり会　戦車部（インターネット放送局　K'z Station、2014年4月3日 -）
- ナルウザクスダなう！（2021年4月 -、YouTube）

#### ラジオドラマ
- VOMIC
  - 放課後の王子様（河村隆）

### 舞台
2003年
- メロンメロン 1st Gift ファミリーボーン（12月、恵比寿・エコー劇場）

2004年
- ID-ZERO（10月、六行会ホール）
- 革命の林檎（12月、THEATER/TOPS）

2005年
- 小堺クンのおすましでSHOW20 〜20 for・・・〜（8月、シアターアプル）
- 第十七ホモ収容所〜誰がのんけだ!〜（10月、下北沢駅前劇場）

2006年
- 劇団方南ぐみ企画公演 あたっくNo.1（3月、俳優座劇場）
- Mr.マリック超魔術団MIRACLE DREAM（4・5月、博品館劇場）
- 小堺クンのおすましでSHOW〜リトル・グランド・ウッズ〜（8月、シアターアプル）
- *pnish*vol.8『ワンダーボックス』（9月、サンシャイン劇場）
- *pnish*on vol.5（12月、全労済ホール/スペース・ゼロ）

2007年
- 劇団方南ぐみ企画公演 あたっくNo.1【再演】（1月、シアターグリーン）
- 時速246 vol.01『FUNNY BUNNY』（5月 - 6月、スペース107）
- 小堺クンのおすましでSHOW22 スウィングしなけりゃ意味がナイ（8月、シアターアプル）

2008年
- 時速246 vol.02『燃え尽きる寸前の光』（1月、シアターVアカサカ）
- 小堺クンのおすましでSHOW23 85-08（8月、シアターアプル）
- 右近良之主宰Benchプロデュース公演 60PEAK『ミカエルの唄』（10月、六行会ホール / クレオ大阪東）

2009年
- 平成21年 明治座初春公演『あらん はらん しらん』（1月、明治座）
- ミュージカル『冒険者たち』ヨイショ役（3月、シアターサンモール）
- 時速246 vol.03『ささやかなこの人生』（5月、恵比寿・エコー劇場）
- 真夏論-macron-（7月、新宿村LIVE）
- 25年目の小堺クンのおすましでSHOW イン グローブ座（9月、東京グローブ座）
- シェイクスピアレヴュー -笑いすぎたハムレット-（12月、博品館劇場）

2010年
- 時速246 vol.04『記憶メモリン』（4月、赤坂RED/THEATER）
- ミュージカル『冒険者たち』-ガンバとその仲間たち-【再演】ヨイショ役（6月、サンシャイン劇場 / テレピアホール）
- 小堺クンのおすましでSHOW25『卒業…?』〜今年はノンストップ!〜（9月、東京グローブ座）
- abc★赤坂ボーイズキャバレーSpin Off『裏』（9月 - 10月、シアターサンモール）

2011年
- 水木英昭プロデュースvol.11『SAMURAI挽歌〜房洲幕末編〜』（3月、全労済ホール/スペース・ゼロ）
- トライフルエンターテインメントプロデュース『KEEP OUT！〜勝手にアジトにしないで下さい〜』（6月、シアターサンモール / テレピアホール）
- 時速246億vol.05『グレイトフルデッド』（7月 - 8月、赤坂RED/THEATER / テレピアホール）
- 小堺クンのおすましでSHOW26 〜プリズン・ブラザーズ〜（9月、東京グローブ座）

2012年
- SUGAR BOY『Fruits』（2月、下北沢小劇場楽園）
- 時速246億vol.A 『No.721』（4月24日 - 5月2日、新宿シアターモリエール）[17]
- トライフルエンターテインメントプロデュース『Panelist Drive』（5月、シアターサンモール）
- 小堺クンのおすましでSHOW27 サツアカデミー（8月31日 - 9月9日、東京グローブ座）
- 時速246億 vol.06『リボン』（10月23日 - 28日・赤坂RED/THEATER / 11月3日 - 4日・名古屋テレピアホール）[18]
- スペーストラベラーズside;Winter（12月19日 - 30日、本多劇場）[19]

2013年
- 劇団たいしゅう小説家×空飛ぶ猫☆魂『サヨナラ誘拐犯のパーフェクト・ストーリー』（2月20日 - 24日、萬劇場）
- WBB vol.4『川崎ガリバー』（4月20日 - 28日、青山円形劇場）
- 男子はだまってなさいよ！9『聖バカコント』（6月6日 - 16日、本多劇場）[20]
- 時速246億vol.A『No.721』再演（7月2日 - 9日・赤坂RED/THEATER、7月13日 - 14日・名古屋テレピアホール）
- 小堺クンのおすましでSHOW28 IN THE****SHAREHOUSE（9月6日 - 15日、東京グローブ座）
- 時速246億vol.B『theatrical』（12月3日 - 11日、赤坂RED/THEATER）

2014年
- bpm本公演『不如帰』（4月17日 - 20日、全労済ホール/スペース・ゼロ）
- ブルドッキングヘッドロック+三鷹市文化芸術センターpresents 太宰治作品をモチーフにした演劇第11回『おい、キミ失格！』（6月6日 - 15日、三鷹市芸術文化センター・星のホール）
- プロペラ犬×時速246億SPECIALコラボ公演『ハッピーセット』（7月19日 - 8月3日、赤坂RED/THEATER）
- 小堺クンのおすましでSHOW29 A GANG IS HARD 〜ギャングはつらいよ〜（8月22日 - 31日、東京グローブ座）

2015年
- 遠ざかるネバーランド（3月11日 - 15日、東京芸術劇場シアターウエスト）[21]
- パインソー10thれんぞくきかくとうきょう『NamuH ナムー』（3月18日 - 21日、下北沢シアター711）
- 時速246億春の桜まつり2015（4月9日 - 12日、新宿村LIVE）
- 月刊「根本宗子」第10号『もっと超越した所へ。』（5月9日 - 17日、下北沢ザ・スズナリ）
- パインソー11thまなつのれんぞくきかく『フリッピング』（7月、演劇専用小劇場BLOCH）
- 小堺クンのおすましでSHOW30 〜THE 30 STEPS（8月28日 - 9月6日、東京グローブ座）
- 時速246億川本成ソロ公演『独立』（11月11日 - 15日、中野・劇場MOMO）[6]

2016年
- WATARoom Produce vol.6『VIVID CONTACT2-re:born-』（1月8日 - 17日、中野ザ・ポケット）
- パインソー12th れんぞくきかくとうきょう2016『miLE』(2月11日 - 17日、下北沢シアター711)
- 月刊 根本宗子第12号『忍者、女子高生（仮）』（4月23日 - 5月1日、下北沢ザ・スズナリ）[22]
- 時速246億川本成ソロ公演『独歩』（7月6日 - 10日、中野・テアトルBONBON）[23]
- WBB vol.10.5『リバースヒストリカ2016』（7月27日 - 31日、品川プリンスホテル クラブeX）[24]
- 空飛ぶ猫☆魂#5『8月のウィークエンド・プロフェシー』（8月24日 - 27日、下北沢駅前劇場）
- 宮下雄也誕生日公演「サーティワン」（2016年9月2日 - 4日、神保町花月）[25]
- 劇団レトロノート2016年本公演『黄昏バックオーライ』（10月5日 - 10日、中野ザ・ポケット）[26]
- 時速246億『バック・トゥ・ザ・ホーム』（11月18日 - 27日、赤坂RED/THEATER）[27]

2017年
- 小堺クンのおすましでSHOW FINAL～おすましBeyond（のむこうがわ）～（3月9日 - 12日、新国立劇場 中劇場）
- パインソー14thりったいきかく2016-2017『そう しそう あい』〈ゲスト出演〉（3月13日、下北沢シアター711）
- 劇団鹿殺し 電車二部作一挙同時上演『電車は血で走る』『無休電車』（6月2日 - 18日、本多劇場 / 6月23日 - 25日、サンケイホールブリーゼ）[28]
- 時速246億川本成ソロ公演『独走』（9月6日 - 10日、中野・劇場MOMO）[29]
- 舞台『北斗の拳 -世紀末ザコ伝説-』2017年9月6日 - 10日、シアターGロッソ） - 9月７日14時開演回ゲスト出演[30]
- 舞台『ACCA13区監察課』（11月3日 - 12日、品川プリンスホテル クラブeX） - オウル 役[31]

2018年
- ONLY SILVER FISH（1月6日 - 17日、紀伊國屋ホール）[32]
- 劇団ズッキュン娘 第12回公演『夢で逢いま笑』（5月10日 - 20日、吉祥寺シアター）[33]
- バクステ〈演出〉（6月13日 - 17日、赤坂RED/THEATER）[34]
- パインソー16thバイナリツアー2018初夏『BROTHER B75』〈ゲスト出演〉（6月19日、下北沢シアター711）
- 時速246億 川本成ソロ公演『独特』（8月22日 - 26日、劇場MOMO）[35]
- 時速246億『バック・トゥ・ザ・ホーム2018』『バック・トゥ・ザ・ホーム2』（11月7日 - 25日、赤坂RED/THEATER）[36]
- WBB vol.13『まわれ！無敵のマーダーケース』〈演出〉（12月7日 - 16日、赤坂RED/THEATER）
- KOYAMA SONIC2018『パラダイス銀河』（12月27日 - 30日、ウッディシアター中目黒）[37]

2019年
- 演劇集団イヌッコロ 第13回本公演『いえないアメイジングファミリー』（1月30日 - 2月10日、中野テアトルBONBON）[38]
- 時速246億『ラビトン-rabbit on-』〈脚本・演出・出演〉（3月27日 - 31日、駅前劇場）[39]
- +GOLD FISH（5月10日 - 19日、紀伊國屋ホール[40]
- バクステ!!（バクステ再演）〈演出〉（6月5日 - 19日、赤坂RED/THEATER）[41]
- 時速246億『お静かにどうぞ』（8月22日 - 9月1日、シアターサンモール）[42]
- 別冊「根本宗子」第7号『墓場女子高生』 （10月9日 - 22日、下北沢ザ・スズナリ）[43]

2020年
- 劇団EXILE『勇者のために鐘は鳴る』〈上演台本・演出〉（1月24日 - 2月2日、TBS赤坂ACTシアター / 2月13日 - 16日、梅田芸術劇場 メインホール）[44]
- ひとりしばい vol.2 小澤廉-好きな場所-〈脚本・演出〉（6月28日、Zoom）[45]
- 舞台『バクステ！3rd stage』（7月29日 - 8月10日、赤坂RED/THEATER）[46]
- ひとりしばい vol.6 大平峻也『夏休みダヨ！地球さんショー』〈脚本・演出〉（8月30日、Zoom）[47]
- WBB vol.17『川崎ガリバー once again』（9月25日 - 10月1日、こくみん共済 coop ホール/スペース・ゼロ）[48]
- ホテル アヴニール（12月9日 - 13日、Theater Mixa）[49]

2021年
- WATARoom『VIVID CONTACT-re：born-』〈スーパーバイザー〉（2月24日 - 28日、中野ザ・ポケット）[50]
- 饗宴『+GOLD FISH』（6月2日 - 13日、DisGOONies）
- KOYAMA SONIC 2021（7月16日 - 18日、シアター711）[51]
- 饗宴『ONLY SILVER FISH』（7月14日 - 25日、DisGOONies）
- 劇団EXILE『JAM-ザ・リサイタル-』<作・演出>（10月 - 12月、東京ガーデンシアター 他）[52]

2022年
- 劇団EXILE『JAM-ザ・リサイタル-』〈作・演出〉（1月、LINE CUBE SHIBUYA 他）
- 大迷惑（4月、本多劇場 他）[53]
- Oh My Diner～踊るぶんぶん狂想曲～〈脚本・演出〉（7月、品川プリンスホテル ステラボール）[54]
- 時速246億『バック・トゥ・ザ・ホーム・ファイナル』（8月 - 9月、シアターサンモール）[55]
- NakedHigh『地獄の控室～銀～』〈演出・出演〉（9月、DisGOONies）

2023年
- 舞台『よんでますよ、アザゼルさん。』（2月、Mixalive TOKYO Theater Mixa）〈脚本・演出・出演〉[56][57]
- NORD第1回演劇公演『Error』（5月 - 6月、札幌文化芸術劇場hitaru クリエイティブスタジオ）〈脚本・演出〉[58]
- 饗宴『深海のカンパネルラ』（8月、DisGOONies）[59]
- 舞台『ETERNAL GHOST FISH -永恒机关魚-』（10月、紀伊國屋ホール）[60]
- 言式 旗揚げ公演『解なし』〈スーパーバイザー〉（10月、銀座博品館劇場）[61]

2024年
- 舞台『ト音』（6月、紀伊國屋ホール）[62]
- 夏休み！オン・ステージ「パペットミュージカル すみっコぐらし とびだす絵本とひみつのコ」〈脚本・演出〉（8月、品川プリンスホテル クラブeX）
- 時速246億『お暇をどうぞ』（11月、シアターサンモール）[63]

### ライブ＆イベント
- ネルフェス2014in武道館（総合司会）（2014年11月、日本武道館）
- 川本成のフォークとトーク（2014年11月 - 、Live Garage秋田犬 他）
- ジャンプフェスタ2016「ジャンプスーパーステージ　新テニスの王子様」「ジャンプSQ.ブース　MC」「バンダイビジュアルブース　新テニスの王子様商品＆特典お渡し会」（2015年12月、幕張メッセ）
- ジャンプフェスタ2017「ジャンプSQ.ブース　MC（2016年12月、幕張メッセ）[64]
- 東京ゲームショウ2017「新テニスの王子様 RisingBeat」「フラワーナイトガール」ステージMC
- ジャンプフェスタ2018「ジャンプSQ.ブース　MC（2017年12月、幕張メッセ）
- 東京ゲームショウ2018「新テニスの王子様 RisingBeat　テニラビch.出張版 in TGS2018」「特別出張版！フラワーナイトガール公式騎士団協議会[65]
- アニメフィルムフェスティバル東京2018「テニスの王子様 BEST GAMES!!手塚vs跡部」応援上映＋トークショーMC（2018年10月、新宿ピカデリー）

### インターネット配信
- 「新テニスの王子様OVA vs Genius10」発売記念ニコ生特番 第1弾〜第5弾（2014年8月 - 2015年5月、ニコニコ生放送）
- 中川翔子の「アニメが好ぎだーーっ！」（2014年10月、NOTTV）
- 大乱闘スマッシュブラザーズfor Nintendo3DS 2on2（ニコニコ）プレミアムファイト（2014年11月、ニコニコ生放送）
- 年末ゲーム実況特番　大晦日ファイナルクエスト〜自宅を警備するのは君だ〜（大乱闘スマッシュブラザーズfor Wii Uコーナー）（2014年12月、ニコニコ生放送）
- ニコニコ闘会議2015（大乱闘スマッシュブラザーズfor Wii Uステージ）（2015年1月、ニコニコ生放送）
- ニコニコ超会議2015（大乱闘スマッシュブラザーズfor Wii Uステージ）（2015年4月、ニコニコ生放送）
- フラワーナイトガール公式騎士団協議会（2015年10月-、ニコニコ生放送）
- 川本成のフォークとトーク（2020年5月2日、WithLIVE）[66]
- 時速246億チャンネル オンライン演劇祭（2020年5月4日、Zoom）[67]
- 時速246億『バック・トゥ・ザ・ホーム・ハーフ』（10月18日、Streaming+）[68]
- Crea SKETCH 第0回公演『想廻SKETCH』（11月6日 - 8日、Streaming+）
- 新テニスの王子様オフィシャルチャンネル（2020年9月-、YouTube）
- ライブストリーミング演劇『バックステージオンファイア』（2022年12月25日、Streaming+）〈演出〉 [69]

### CD
- おねがいマイメロディ 〜くるくるシャッフル!〜 キャラクターソングアルバム Boys（バク父）
- テニスの王子様シリーズ
  - Burning Heart（河村隆）
  - 遊びに行かないか?（河村隆）
  - GREATEST OVER 〔アルバム〕（河村隆）
  - C'mon every burnig（河村隆）
  - ロック☆54!?〜ロックな人を探してみよう〜（キャップと瓶）
  - 飛んで!回って!また来週 / 石川博之?〜モットーは文武両道〜（キャップと瓶）
  - おめっとサンバ / KEEP ON DREAMING（キャップと瓶）
  - DEPARTURES（青酢+キャップと瓶）
  - 一富士、二タカ、三茄子（茄子）
  - 星屑Show Time（茄子）
  - Dream on dreamer（茄子featuring 亜久津仁）
  - Venus（茄子）
- 遙かなる時空の中で5 夜明け前 弐（福沢諭吉）
- 90%（ヴォルコフノーマン）
- ヴォルコフノーマン〔アルバム〕（ヴォルコフノーマン）
- 空の向こうの向こう / さらば青春の日々よ（川本成 / NAruZA）
- LiFE（あさりど）
- 白と黒のグローリー（ナルウザクスダ）
- スイッチョン（ナルウザクスダ）
- アカアリマーチ/しんかんせん体操第一（ナルウザクスダ）

### WEB
- 演劇＆エンタメ系WEBマガジンomoshii-オモシィ- 連載対談「川本成のオレ哲学」[70]

### シリーズ一覧
1. ↑  第1作（2001年 - 2005年）、第2作『新テニスの王子様』（2012年）、第3作『新テニスの王子様 U-17 WORLD CUP』（2022年）、第3作続編『新テニスの王子様 U-17 WORLD CUP SEMIFINAL』（2024年）